# 掃蕩
扫荡是一种军事行动。当一方的军事实力对另一方有压倒性优势时，处于弱势的一方就会利用地形优势采取游击战术，而优势一方采取封锁，围剿，隔离等扫荡手段来消灭另一方的残余兵力使自己的后方稳固。
抗日战争期间，日军对自己占领的区域就采取这种军事行动。日军扫荡最为酷烈的地区包括晋绥、晋冀鲁豫、晋察冀三个边区和山东区，也是中国军民敌后战场中最大的战略支点。